# 江川村 (岐阜県)
江川村（えがわむら）は、かつて岐阜県羽島郡にあった村である。
現在の羽島郡笠松町江川に該当する。
江川村発足時は羽栗郡であったが、郡の合併で羽島郡の村となっている。

## 歴史
- かつてこの地域は尾張国葉栗郡であったが、1586年（天正14年）の大洪水により木曽川の流れが大きく変わり、葉栗郡の新たな木曽川の北岸の地域は、羽栗郡に改称され、美濃国に編入される。
- 1889年（明治22年）7月1日 - 町村制により、江川村発足。
- 1897年（明治30年）4月1日[2] - 羽栗郡と中島郡が合併して羽島郡となる。江川村は羽島郡の村となる。
- 1897年（明治30年）4月1日 - 中野村、無動寺村、米野村、円城寺村と合併し、下羽栗村が発足。同日江川村廃止。